# Фюшт, Милан

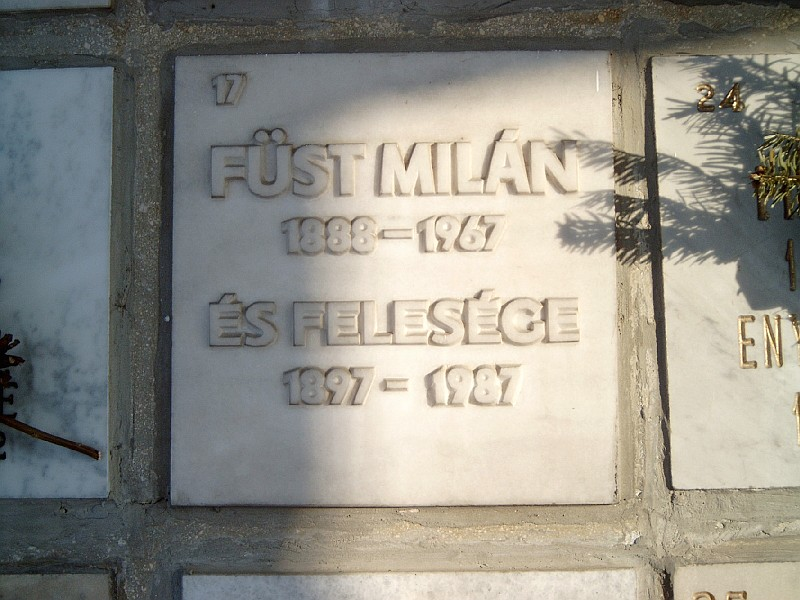
Могила Милана Фюшта на будапештском кладбище Фаркашрети

Милан Фюшт (венг. Füst Milán; 17 июля 1888, Будапешт — 26 июля 1967, там же) — венгерский писатель

, поэт и драматург.

## Биография
Родился в еврейской семье. Окончил юридический факультет Будапештского университета (1912), в дальнейшем преподавал там же эстетику. В 1909 году опубликовал первое стихотворение, в 1913 году вышла первая книга стихов. Был связан с известным литературным журналом Nyugat (Запад), дружил с Д. Костоланьи и Ф. Каринти. Политически и юридически поддерживал Венгерскую советскую республику, из-за чего был отстранён режимом Хорти от преподавания и смог вернуться к нему только в 1945 году. В 1928 году на протяжении полугода лечился в неврологической клинике в Баден-Бадене.

## Творчество
Из произведений писателя наиболее значительны драма «Король Генрих IV» (венг. Negyedik Henrik király; 1940, поставлена 1964) и роман «История моей жены» (венг. A feleségem története; 1942), номинированный в 1965 году на Нобелевскую премию. Представляет интерес также дневник Фюшта, который он вёл начиная с 1904 года; впрочем, страницы, относящиеся к годам Второй мировой войны, были частично уничтожены автором.

## Признание
- Премия имени Баумгартена (1932, 1935, 1946)
- В 1948 году писатель был удостоен премии имени Кошута.
- С 1975 года в Венгрии присуждается литературная премия имени Милана Фюшта.

## Публикации на русском языке
- История моей жены. Записки капитана Штэрра. — М.: Водолей, 2010.